# Opichén (kommun)
Opichén är en kommun i Mexiko.   Den ligger i delstaten Yucatán, i den östra delen av landet, 1 000 km öster om huvudstaden Mexico City. Antalet invånare är 6 285. Arean är 268 kvadratkilometer.
Terrängen i Opichén är platt.
Följande samhällen finns i Opichén:
- Opichén